# Alexander Pines
Alexander Pines, né le 22 juin 1945 à Tel-Aviv (Palestine mandataire) et mort le 2 novembre 2024, est un chimiste américain. 
Il est professeur émérite Glenn T. Seaborg de l'université de Californie à Berkeley, professeur émérite du chancelier et professeur de la Graduate School de l'université de Californie à Berkeley, et membre du California Institute for Quantitative Biosciences (QB3) et du Département de bio-ingénierie. 

## Biographie
Alexander Pines est né en 1945 à Tel-Aviv (Palestine mandataire), grandit à Bulawayo en Rhodésie du Sud (aujourd'hui Zimbabwe) et étudie les mathématiques et la chimie en Israël à l'université hébraïque de Jérusalem.
Arrivé aux États-Unis en 1968, il obtient son doctorat en physique chimique au Massachusetts Institute of Technology (MIT) en 1972 et rejoint l'université de Californie à Berkeley plus tard cette année-là.
Alexander Pines meurt à l'age de 79 ans le 2 novembre 2024.

## Recherches
Alexander Pines est un pionnier dans le développement et les applications de la spectroscopie par résonance magnétique nucléaire (RMN) d'échantillons non liquides. Dans ses premiers travaux, il démontre l'inversion temporelle des couplages dipôle-dipôle dans les systèmes de spin à plusieurs corps et introduit la RMN à polarisation croisée à haute sensibilité de spins dilués tels que le carbone 13 dans les solides (Proton Enhanced Nuclear Induction Spectroscopy), aidant ainsi pour lancer l'ère de la RMN à l'état solide moderne en chimie.
Il développe également les domaines de la spectroscopie quantique multiple, des impulsions d'inversion adiabatique sech/tanh, de la RMN à champ nul, de la double rotation et de la rotation à angle dynamique, des cartes itératives pour les séquences d'impulsions et le contrôle quantique, et de la phase géométrique quantique. Sa combinaison de pompage optique et de polarisation croisée permet d'observer la RMN améliorée des surfaces et «l'éclairage» sélectif de la RMN en solution et de l'imagerie par résonance magnétique (IRM) au moyen de xénon polarisé par laser.
Jusqu'à sa retraite, son programme est composé de deux volets complémentaires. Le premier est l'établissement de nouveaux concepts et techniques en RMN et IRM, afin d'étendre leur applicabilité et d'améliorer leur capacité à étudier la structure, l'organisation et la fonction moléculaires des matériaux aux organismes. Le deuxième volet de son programme de recherche porte sur l'application de ces nouvelles méthodes à des problèmes de chimie, de science des matériaux et de biomédecine.

## Prix
Alexander Pines reçoit la médaille Langmuir de l'American Chemical Society, la médaille Faraday de la Royal Society of Chemistry, le Prix Wolf de chimie (avec Richard R. Ernst) en 1991.
Il reçoit la FA Cotton Medal for Excellence in Chemical Research de l'American Chemical Society en 1999. En 2005, un symposium Ampère a lieu en l'honneur du 60e anniversaire de Pines à Chamonix, en France, et en 2008, il reçoit le prix Russell Varian à la Conférence européenne sur la résonance magnétique. 

## Affiliations
Alexander Pines est membre de l'Académie nationale des sciences des États-Unis, de l'Académie américaine des arts et des sciences et membre étranger de la Royal Society (Londres).
Il est ancien président de la Société internationale de résonance magnétique.

## Titres honorifiques
Alexander Pines est docteur honoris causa de l'Institut Weizmann, de l'université Paul-Cézanne, de l'université Pierre-et-Marie-Curie et de l'université de Rome « La Sapienza ».